# Mezőgazdaság-tudomány
A mezőgazdaság-tudomány az ember számára fontos élőlények szaporításával és azok mesterséges élőhelyeivel foglalkozó alkalmazott tudomány.
A mezőgazdaság-tudomány főbb területei:
- Növénytermesztés
- Agronómia
- Növényvédelem
- Állattenyésztés
- Halászat

Kapcsolódó területek:
- Kertészet
- Erdészet
- Tájépítészet
- Állatorvostudomány
- Vadgazdálkodás